# Kuoda
Kuoda (kinesiska: 扩达, 扩达乡) är en socken i Kina. Den ligger i den autonoma regionen Tibet, i den sydvästra delen av landet, omkring 660 kilometer öster om regionhuvudstaden Lhasa. Antalet invånare är 6151. Befolkningen består av 3 066 kvinnor och 3 085 män. Barn under 15 år utgör 30 %, vuxna 15-64 år 62 %, och äldre över 65 år 6,0 %.
Genomsnittlig årsnederbörd är 716 millimeter. Den regnigaste månaden är juli, med i genomsnitt 174 mm nederbörd, och den torraste är november, med 3 mm nederbörd.